# Могилюк Володимир Олександрович
Володимир Олександрович Могилюк (11 серпня 1957, Миколаїв) — український поет, перекладач, краєзнавець, колекціонер, лікар. Член Національної спілки письменників України з 2001 року.

## Біографія
Народився 11 серпня 1957 року в Миколаєві в родині залізничного службовця та вчительки. Закінчив десятирічку селища Козацьке, що в Бериславському районі Херсонської області (1974), та лікувальний факультет Одеського медичного інституту ім. М. Пирогова (1980).
З 1980 року лікарює в медичних установах Кіровоградщини: цеховим лікарем у Світловодській ЦРЛ, завідувачем терапевтичного відділення медично-санітарної частини заводу з виготовлення сільгосптехніки «Червона Зірка» в Кіровограді з 1985-го, а по її ліквідації в 2001-му — дільничним лікарем у поліклінічному відділенні комунального закладу «Центральна міська лікарня м. Кіровограда».
Перша публікація надрукована в кіровоградській міській «Вечірній газеті» від 3 червня 1994 року, згодом друкується в інших: міських, обласних, «Веселих вістях», «Літературній Україні», часописах «Вітчизна», «Дзвін», «Березіль», «Бористен», «Вежа», «Весела Січ», «Ятрань», збірнику «Тарас Шевченко у моєму житті» (К.: Фенікс, 2004, ст. 172—174), антології «20 х 20. Письменники сучасної Кіровоградщини» (К-д, Антураж А, 2004, ст. 122—126), антології «Шевченкіана степова» (К-д, ПВЦ «Мавік», 2005, ст. 205—207), альманасі «Україна — моя Батьківщина» (К. Неопалима купина, 2006, ст. 109—110), енциклопедичному виданні «Кіровоградщина. Історія. Традиції. Сучасність» (К-д: Імекс-ЛТД, 2008, ст. 502—513), двотомній хрестоматії «Блакитні вежі» (К-д; ПВЦ «Мавік», 2011, т. 1, ст. 295—314). Член редакційних колегій часописів «Вежа» (Кіровоград) і «Весела Січ» (Запоріжжя).

## Творчий доробок
Збірки поезій:
- «Сіроокого світу світлини» (1998)
- «Пісок часу» (2000)
- «Вітри бетонних оаз» (2001)
- «Свято врожаю» (2006)

Літературні пародії:
- «Відблиски Дикого Поля» (1996)
- «Органіка душі» (1997)
- «Танцюють — всі!» (2000)
- «Парад на майдані» (2001)

Байки:
- «Моральний кодекс» (2002)

Літературні переклади:
- «Плескіт голубиних крил» (з А. Тарковського, 2004)
- «Родом із України. 10 поетів епохи російської срібної доби» (2012)

Також Володимир Могилюк є упорядником серії поетичних збірок «Євшанові сходи», антологій «Євшан» (поезія, 2000), «П'яте колесо» (гумор, 2002), альманаху «Золоте поле» (2009).